# Christian Meier (ciclista)
Christian Meier (Sussex, 21 febbraio 1985) è un ex ciclista su strada canadese, professionista dal 2008 al 2016.

## Palmarès

### Strada
- 2004 (Juniores, una vittoria)

1ª tappa Tobago Cycling Classic (cronometro)
- 2005 (Symmetrics, una vittoria)

Campionati canadesi, Prova a cronometro Under-23
- 2007 (Symmetrics, una vittoria)

Campionati canadesi, Prova in linea Under-23
- 2008 (Symmetrics, una vittoria)

Campionati canadesi, Prova in linea Elite
- 2012 (Orica GreenEDGE, una vittoria)

3ª tappa Tour de White Rock

#### Altri successi
- 2006 (Symmetrics)

3ª tappa Vuelta a El Salvador (cronosquadre)
- 2007 (Symmetrics)

4ª tappa Vuelta a El Salvador (cronosquadre)
Classifica giovani Vuelta a El Salvador
Classifica giovani Vuelta a Chihuahua
- 2013 (Orica-GreenEDGE)

Classifica sprint Volta Ciclista a Catalunya
- 2014 (Orica-GreenEDGE)

Classifica scalatori Bayern Rundfahrt

## Piazzamenti

### Grandi Giri
- Giro d'Italia

2012: 135º
2013: 142º
- Tour de France

2014: 121º
- Vuelta a España

2009: non partito (18ª tappa)
2013: 82º

### Classiche monumento
- Liegi-Bastogne-Liegi

2009: ritirato
2010: ritirato
2012: 104º
2013: 105º
2014: 115º
2016: 97º
- Giro di Lombardia

2009: 84º
2010: ritirato
2012: ritirato
2013: ritirato
2014: ritirato
2015: 76º

## Piazzamenti

### Competizioni mondiali
- Campionati del mondo su strada

Hamilton 2003 - Cronometro Junior: 55º
Hamilton 2003 - In linea Junior: 108º
Salisburgo 2006 - In linea Under-23: 48º
Stoccarda 2007 - Cronometro Under-23: 48º
Stoccarda 2007 - In linea Under-23: 37º
Varese 2008 - In linea Elite: ritirato
Melbourne 2010 - In linea Elite: ritirato
Toscana 2013 - In linea Elite: ritirato
Ponferrada 2014 - In linea Elite: ritirato